# Пайне (район)
Пайне (нем. Peine) — район в Германии. Центр района — город Пайне. Район входит в землю Нижняя Саксония. Занимает площадь 535 км². Население — 131,7 тыс. человек (2010). Плотность населения — 246 чел./км².
Официальный код района — 03 1 57.
Район подразделяется на 8 общин.

## Города и общины
1. Пайне (48 784)
2. Фехельде (16 075)
3. Ленгеде (12 877)
4. Эдемиссен (12 392)
5. Ильзеде (11 796)
6. Лаштедт (10 336)
7. Вендебург (10 066)
8. Хоэнхамельн (9360)

(30 июня 2010)